# روجر باري
روجر باري (بالإنجليزية: Roger Parry)‏ هو شخصية أعمال وصحفي بريطاني، ولد في 1953 في لندن في المملكة المتحدة.